# موسی واگه
موسی واگه (فرانسوی: Moussa Wagué‎؛ زادهٔ ۴ اکتبر ۱۹۹۸) بازیکن فوتبال اهل سنگال است.
از باشگاه‌هایی که در آن بازی کرده‌است می‌توان به اوپن، بارسلونا و نیس اشاره کرد.
او در تیم ملی فوتبال سنگال بازی کرده‌ و در جام جهانی ۲۰۱۸ با گلزنی برابر ژاپن، به جوان‌ترین گلزن آفریقایی تاریخ جام جهانی تبدیل شده‌است.